# 劉國棟

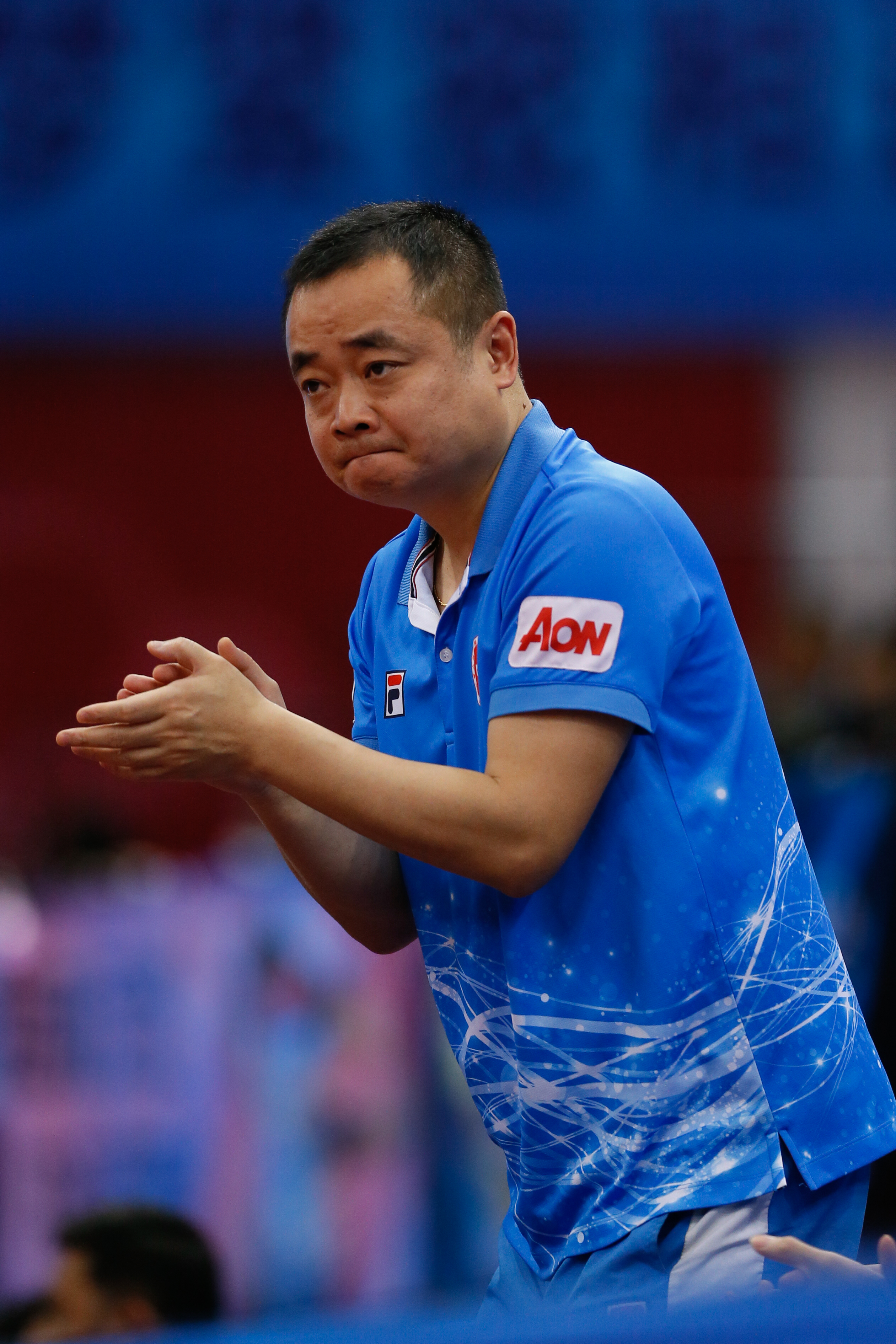
2017年的刘国栋

刘国栋（1974年4月17日—），河南新乡人。原中国乒乓球运动员，原新加坡、印度尼西亚乒乓球隊主教练，現任香港乒乓球隊男隊主教練。其弟弟是前中国国家乒乓球队主教练、中國乒乓球協會主席、乒乓球大满贯得主刘国梁。

## 生平
刘国栋早年先后在河南队和八一队打球，后担任教练员时带出了郝帅和马龙两位世界冠军，新加坡乒乓球运动员馮天薇也是刘国栋介绍去新加坡发展的。2008年北京奥运会，刘国栋以主教练身份，率领新加坡乒乓球队女队杀入女團决赛，在女團決賽中最终负于中国女队，創造歷史为新加坡夺得历史上第二枚奥运会奖牌第一枚乒乓球奧運銀牌。同年年底，刘国栋因与新加坡乒乓球总会会长李美花不和，愤而辞去主教练职务。此后，刘国栋曾担任印尼乒乓球队总教练，但仅就任一年便宣告卸任。2015年他开始担任香港乒乓球隊男隊的教練。
除了担任多支国家队的教练职位外，刘国栋还长期任职宁波乒乓球队主帅，征战中国乒乓球超级联赛。

## 资料
- 【乒乓王国】刘国栋专访（上） （页面存档备份，存于）
- 【乒乓王国】刘国栋专访（下） （页面存档备份，存于）